# Outeiro Alto
O Outeiro Alto é uma elevação portuguesa localizada no concelho da Povoação, ilha de São Miguel, arquipélago dos Açores.
Este acidente geológico tem o seu ponto mais elevado a 648 metros de altitude acima do nível do mar e encontra-se nas proximidades da Serra da Tronqueira.